# Эбати
Эбати́ (фр. Ébaty) — коммуна во Франции, находится в регионе Бургундия. Департамент коммуны — Кот-д’Ор. Входит в состав кантона Бон-Юг. Округ коммуны — Бон.
Код INSEE коммуны — 21236.

## Население
Население коммуны на 2010 год составляло 223 человека.
| 1962 | 1968 | 1975 | 1982 | 1990 | 1999 | 2010 |
| ---- | ---- | ---- | ---- | ---- | ---- | ---- |
| 96   | 92   | 106  | 143  | 169  | 185  | 223  |

## Экономика
В 2010 году среди 152 человек трудоспособного возраста (15—64 лет) 111 были экономически активными, 41 — неактивными (показатель активности — 73,0 %, в 1999 году было 77,4 %). Из 111 активных жителей работали 107 человек (54 мужчины и 53 женщины), безработных было 4 (1 мужчина и 3 женщины). Среди 41 неактивных 10 человек были учениками или студентами, 18 — пенсионерами, 13 были неактивными по другим причинам.